# Catedrala Mitropolitană din Iași
Catedrala Mitropolitană din Iași, cu hramul Sfânta Parascheva, Întâmpinarea Domnului și Sfântul Mucenic Gheorghe, este biserica catedrală a Mitropoliei Moldovei și Bucovinei, una dintre cele șase catedrale mitropolitane ortodoxe din România.
Catedrala Mitropolitană a fost inclusă pe Lista monumentelor istorice, având codul de clasificare cod LMI IS-II-m-A-04069.01.

## Istoric
Ideea înălțării unei biserici monumentale, la Iași, aparține domnitorului Mihail Sturdza (finanțator prinicipal) și mitropolitului Veniamin Costache. Hrisovul domnesc din 8 august 1826, emis de Ioniță Sandu Sturdza, Domn al Moldovei între 1822-1828, privind lucrările de proiectare și construire a noii biserici, este considerat a fi actul de naștere al Catedralei mitropolitane. 

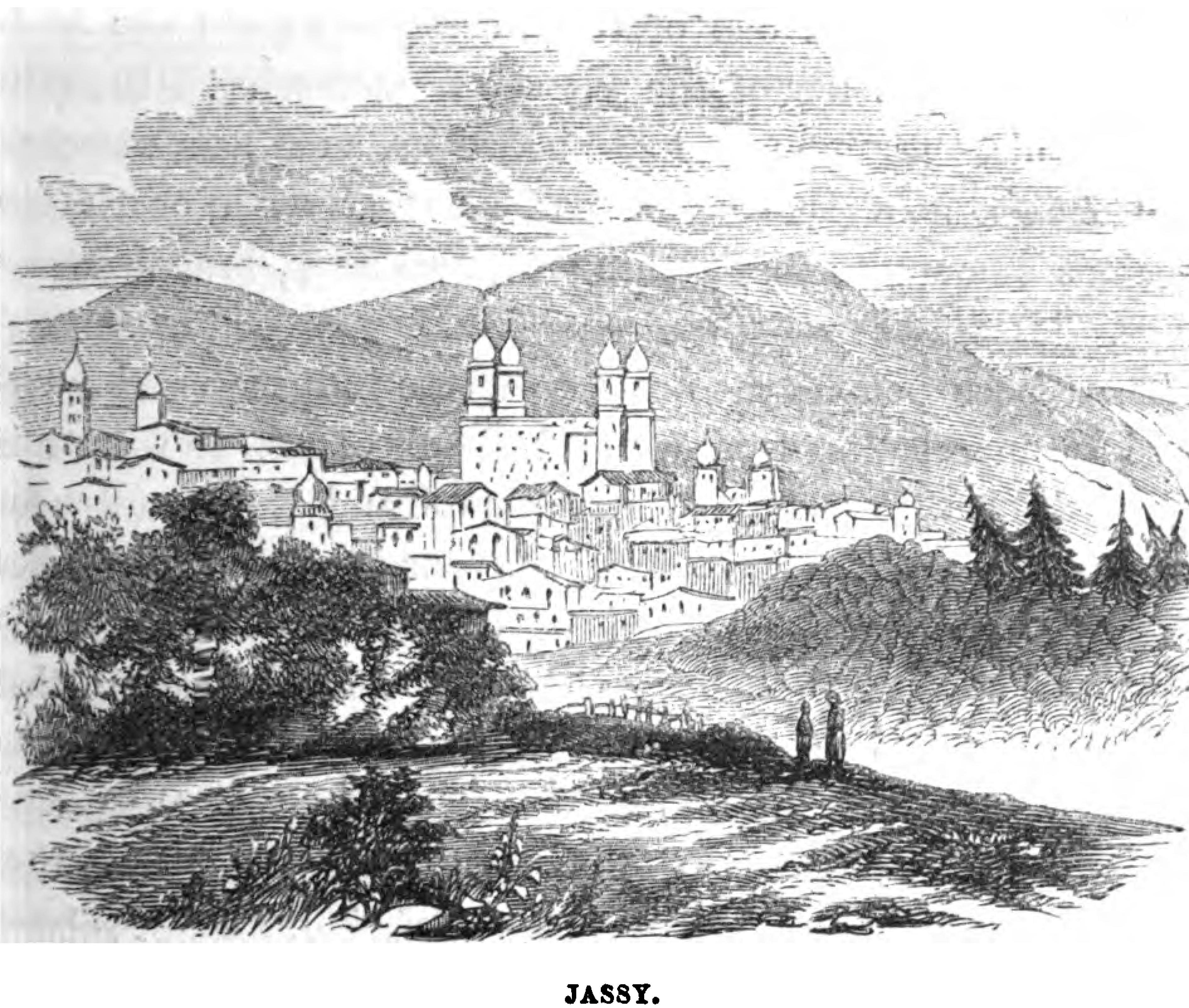
Catedrala într-un desen publicat în 1855

Biserica a fost ridicată pe locul unde s-au aflat două biserici mai vechi: Biserica Albă  (din secolul al XV-lea) și Biserica Stratenia (din secolul al XVII-lea). S-a lucrat mai întâi între anii 1833 și 1839, după planurile arhitecților Gustav Freywald, Bucher și Mihail Singurov. Pe 23 mai 1857, bolta centrală s-a prăbușit, biserica rămânând într-o stare precară pentru următoarele două decenii.
În anul 1880, mitropolitul Iosif Naniescu a pus a doua piatră de temelie și, cu sprijinul autorităților statului, lucrările s-au încheiat în anul 1887. Arhitectul Alexandru Orăscu, pe atunci rector al Universității București, a refăcut proiectul măreței biserici, renunțând la imensa cupolă centrală. El a adăugat cele două rânduri de pilaștri masivi în interior, realizând o clădire de plan basilical, cu o navă centrală și două nave laterale mai mici. Alexandru Orăscu a păstrat cele patru turle laterale decroșate, dar a renunțat la cupola centrală de mari dimensiuni, înlocuind-o cu un sistem de patru bolți, despărțite prin arce transversale.
Pictura interioară a fost realizată de maestrul Gheorghe Tattarescu. 
Sfințirea Catedralei, la 23 aprilie 1887, a fost un eveniment național, la ceremonie luând parte regele Carol I și regina Elisabeta. Pisania aflată în partea dreaptă a pridvorului catedralei, pe o placă de marmură care se află la intrare, conține următorul text: 
„Terminatu-s-a întreaga lucrare în anul mântuirii 1886, al domniei noastre al douăzeci-și-șaselea, al regatului meu al șaselea, împodobindu-se și înzestrându-se cu vase sfinte, candele de argint, policandre, odoare și veșminte prețioase, precum și cu cele 10 ferestre cu măiestrie împodobite și închinate de noi ca un prinos al râvnei noastre pentru înălțarea sfintei Biserici Ortodoxe, întru pomenirea mea, a iubitei mele soții Elisabeta și a urmașilor noștri...”
Din anul 1889 a fost adusă, de la Biserica Sf. Trei Ierarhi, racla cu moaștele Cuvioasei Parascheva, ocrotitoarea Moldovei.

## Arhitectură

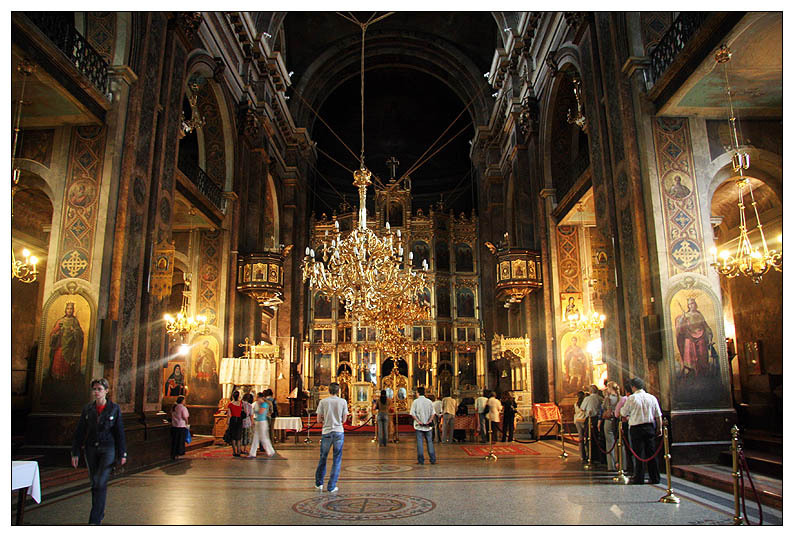
Catedrala Mitropolitană Iași - interior

Catedrala ieșeană este o clădire monumentală, de plan dreptunghiular, marcată la colțuri de patru turle decroșate. Stilul arhitectonic este inspirat din forme târzii ale Renașterii italiene. Elementele decorative, atât în interior, cât și în exterior, sunt dominate de baroc.
Arhitecții vienezi Gustav Freiwald și Bucher au adoptat pentru noua biserică stilul neoclasic, întâlnit și la alte biserici monumentale din țări europene cu o mare tradiție în domeniu (Italia, Austria, Ungaria ș.a.)
Arhitectul Alexandru Orăscu (1817-1894), rector al Universității București, constatând că spațiul dintre zidurile laterale ale bisericii era prea mare, subminând mereu bolta (care se prăbușise deja în 1857), a decis îngustarea acestui spațiu prin înălțarea unor pilaștri masivi, cu capiteluri de factură corintică.
Pictura interioară i se datorează în cea mai mare parte lui Gheorghe Tattarescu (1820-1894). Chemat la Iași în aprilie 1885, maestrul Gheorghe Tattarescu a finalizat pictura catedralei și icoanele catapetesmei (peste 250 de figuri individuale și compoziții de ansamblu) în iulie 1886.

## Fotogalerie

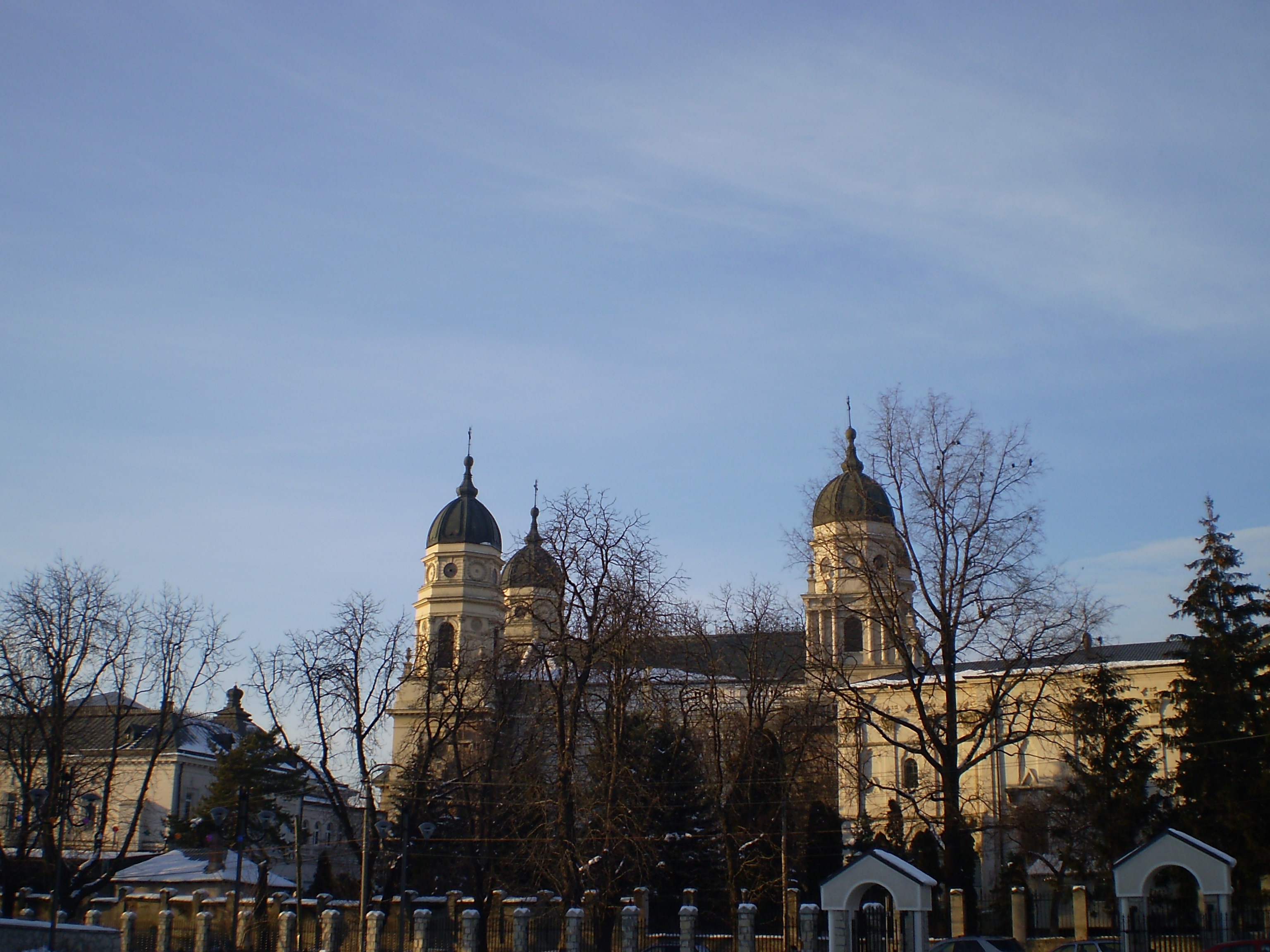
Iași, Catedrala Mitropolitană Ortodoxă, vedere sud
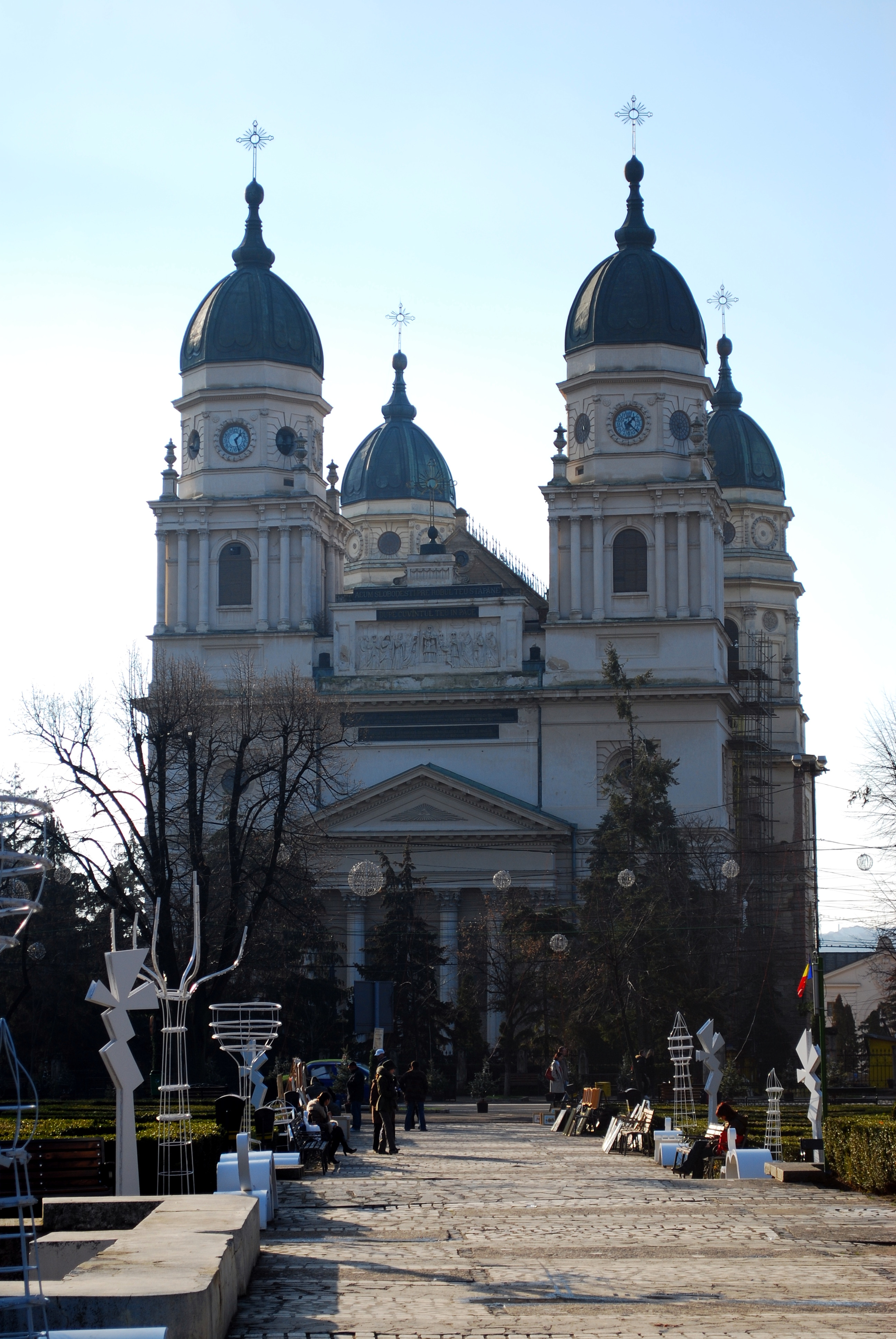
Iași, Catedrala Mitropoliei Ortodoxe române
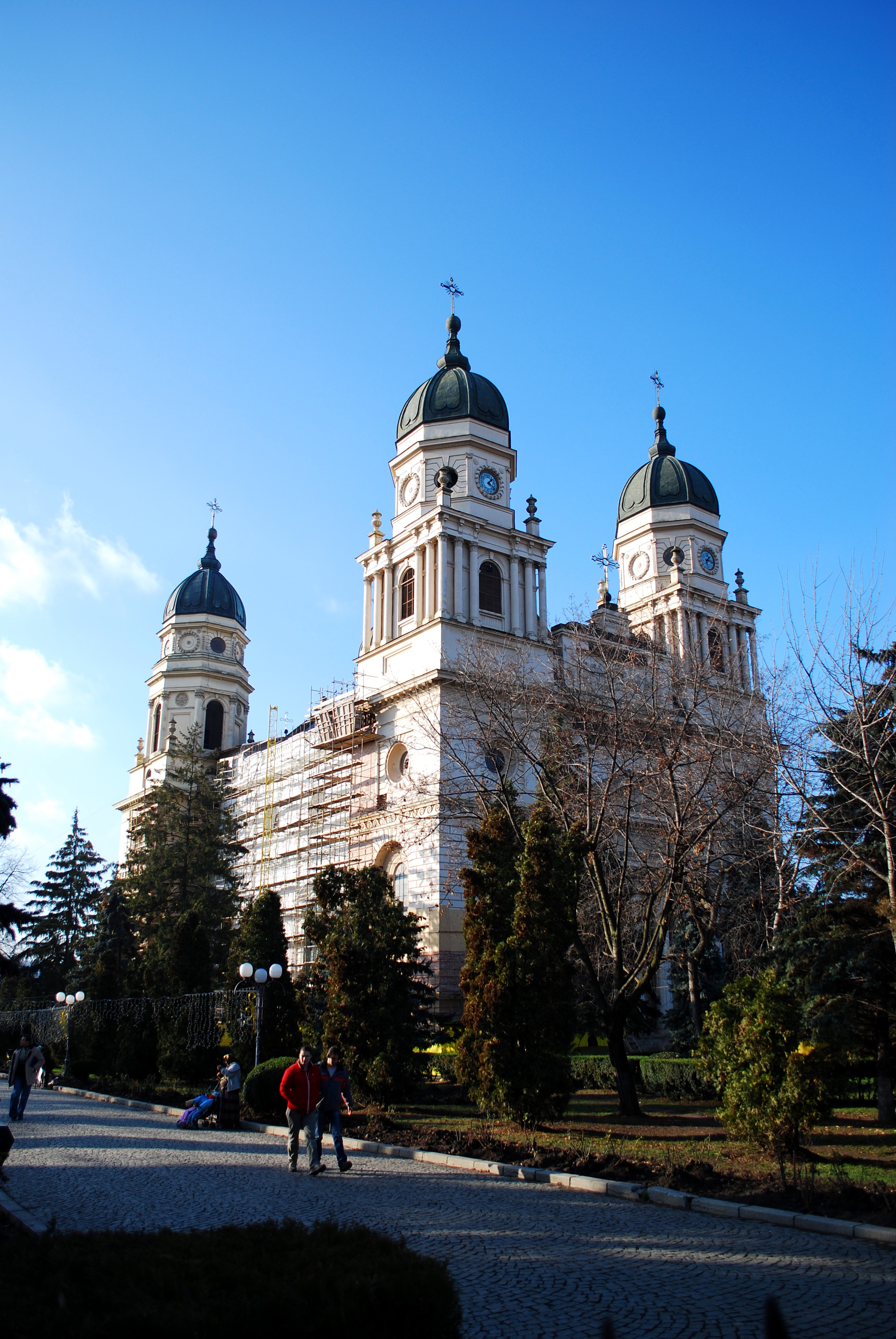
Iași, Catedrala Mitropoliei Ortodoxe române
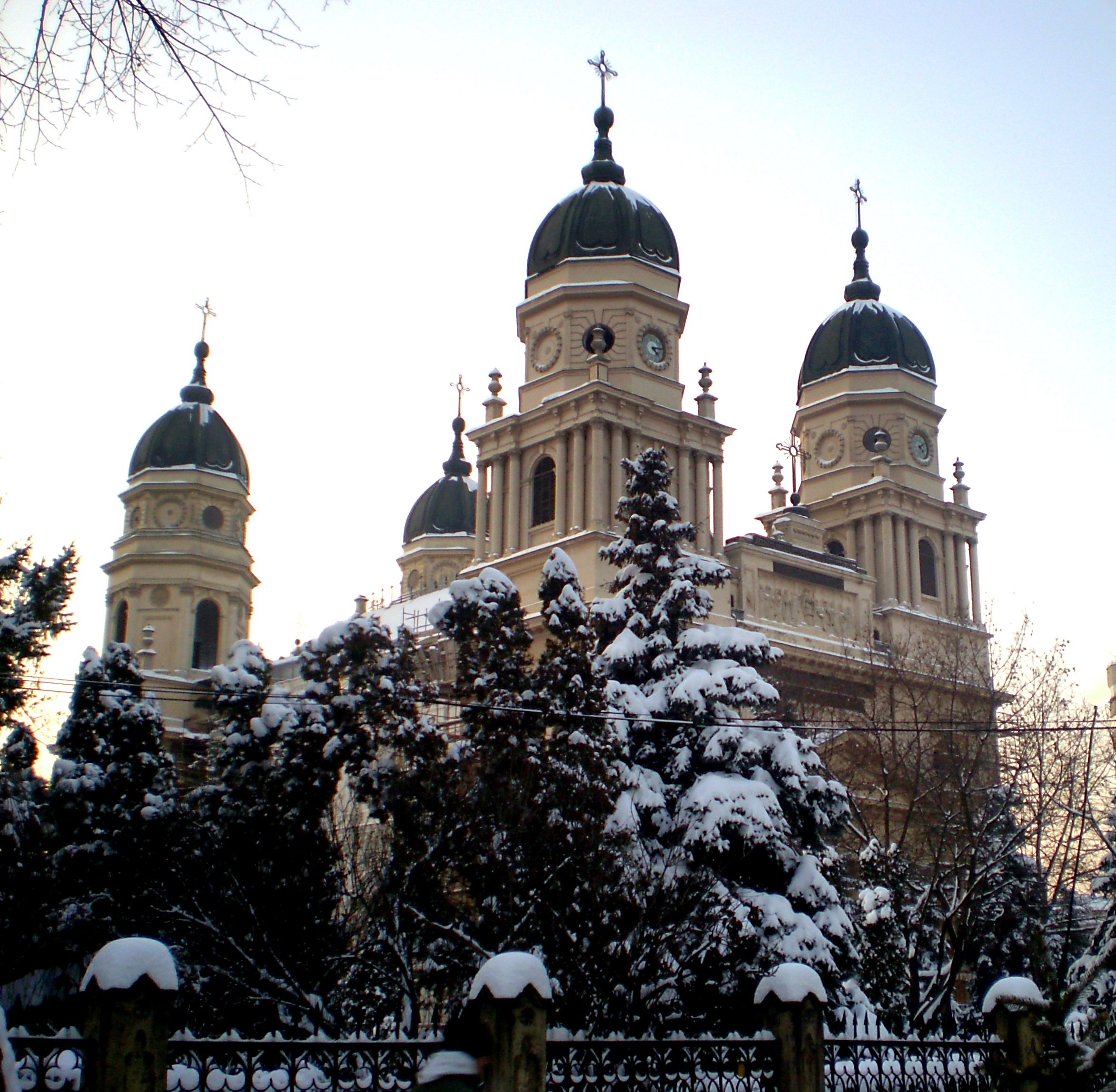
Iași, Catedrala Mitropolitană Ortodoxă
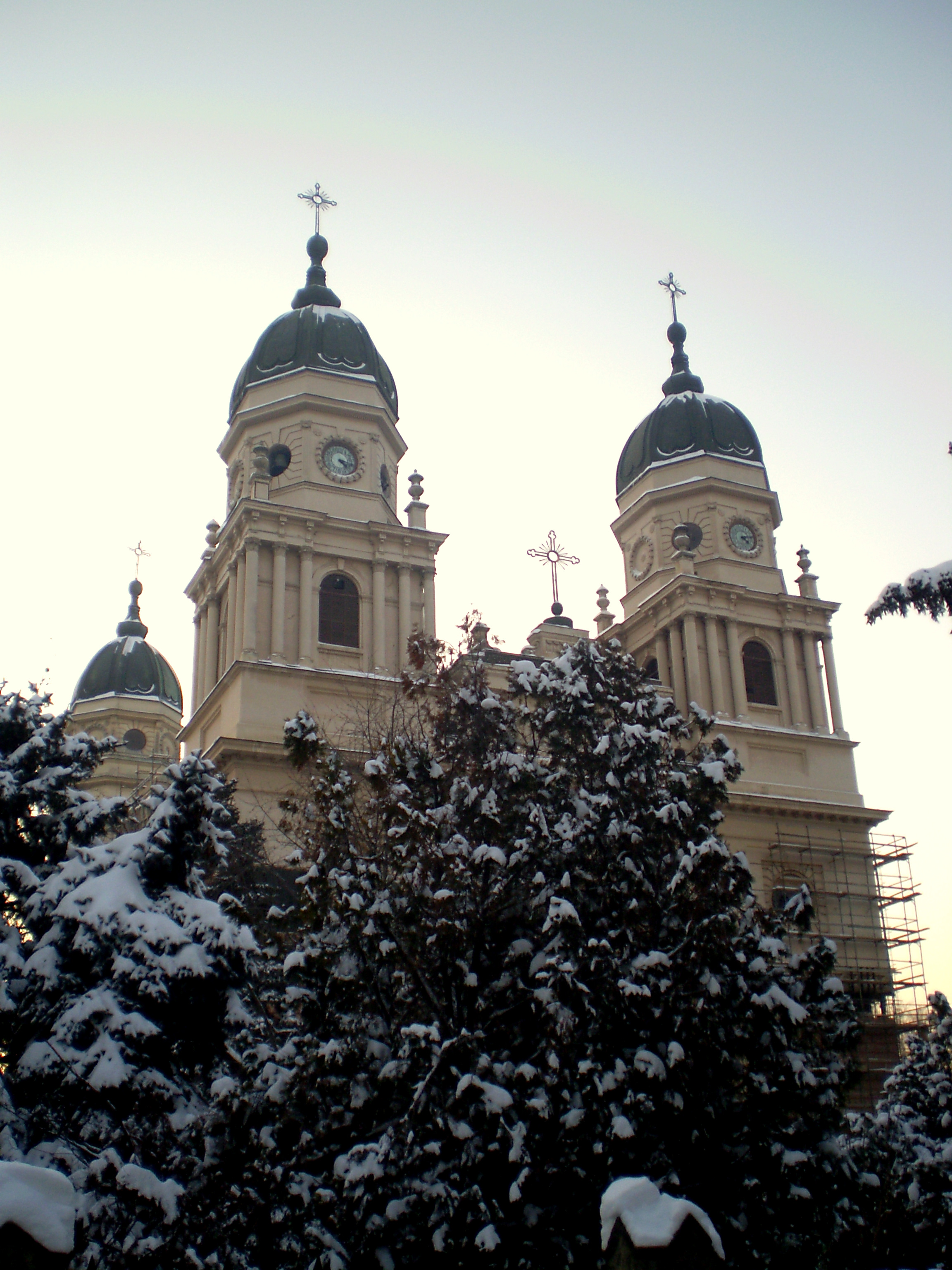
Iași, Catedrala Mitropolitană Ortodoxă
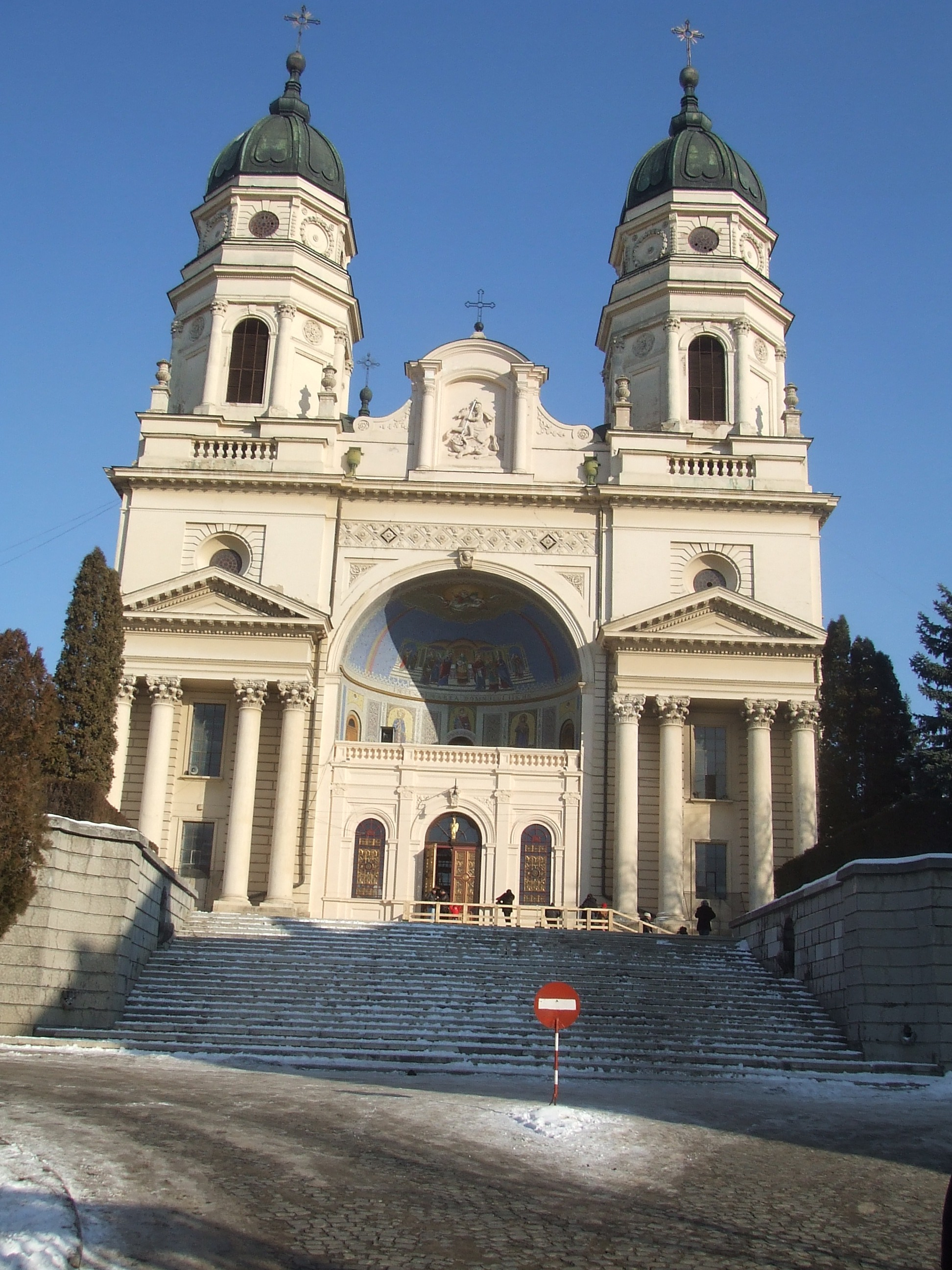
Iași, Catedrala Mitropolitană Ortodoxă, vedere vest
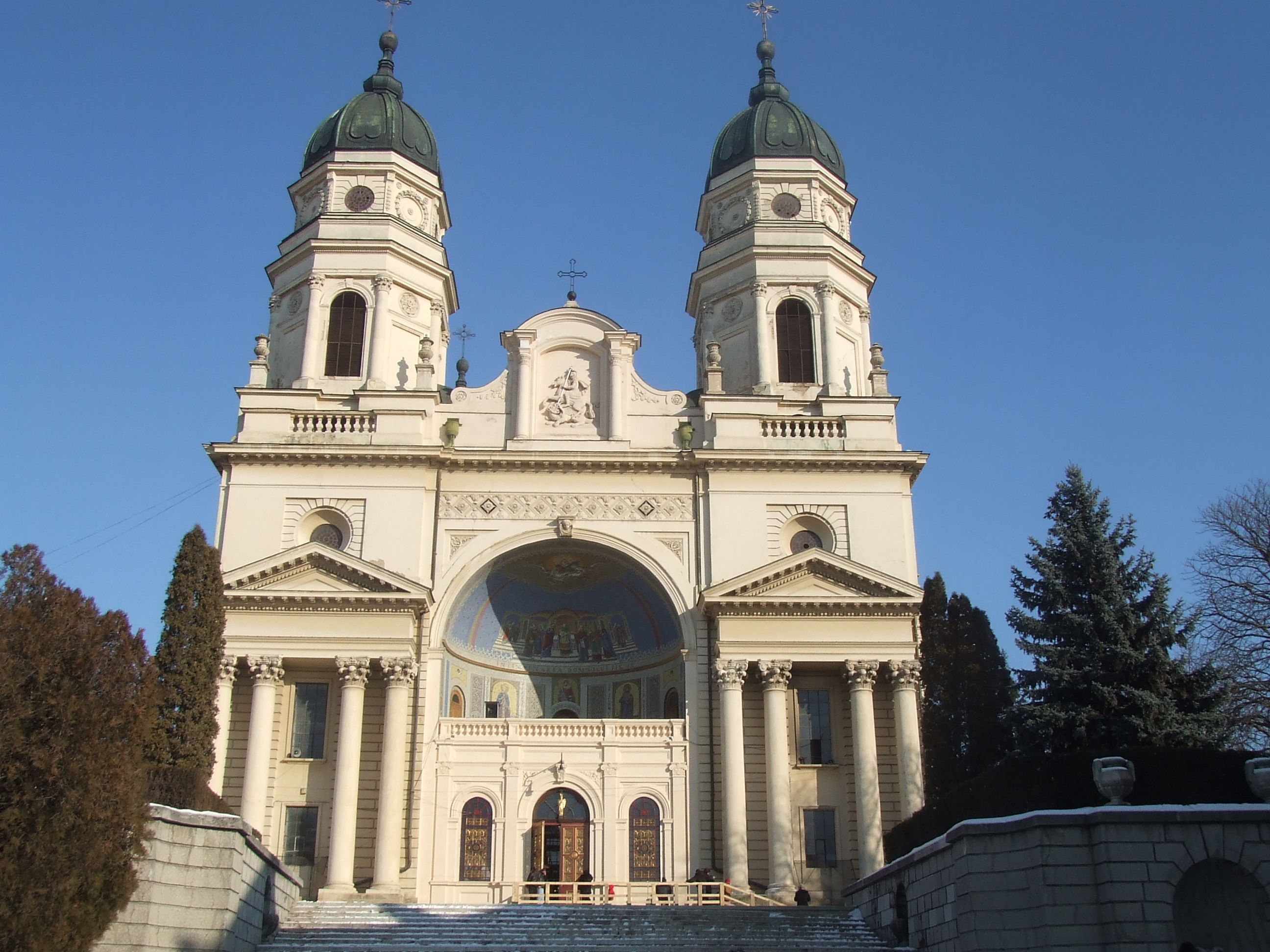
Iași, Catedrala Mitropolitană Ortodoxă, vedere vest
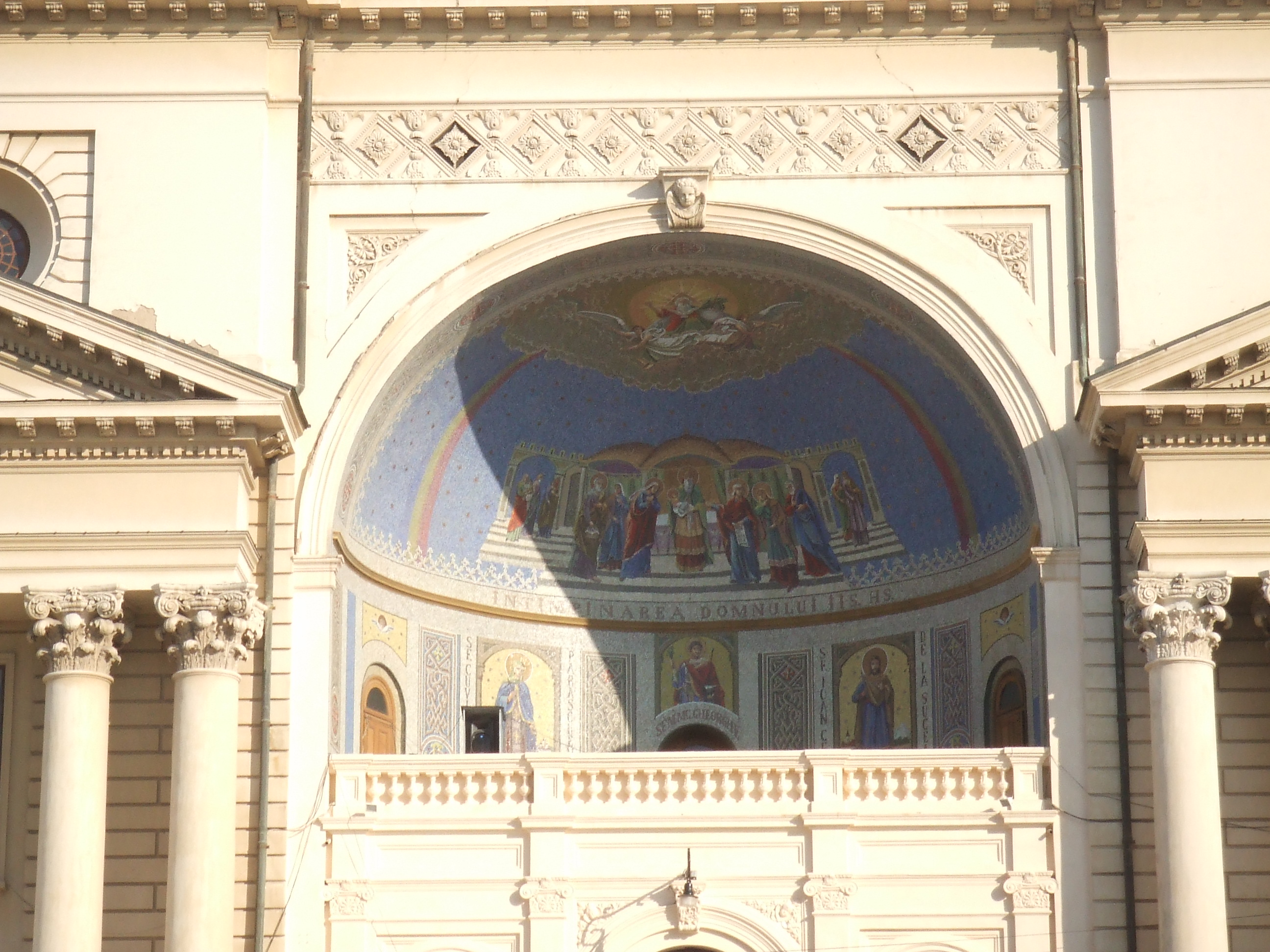
Iași, Catedrala Mitropolitană Ortodoxă, vedere vest, detaliu
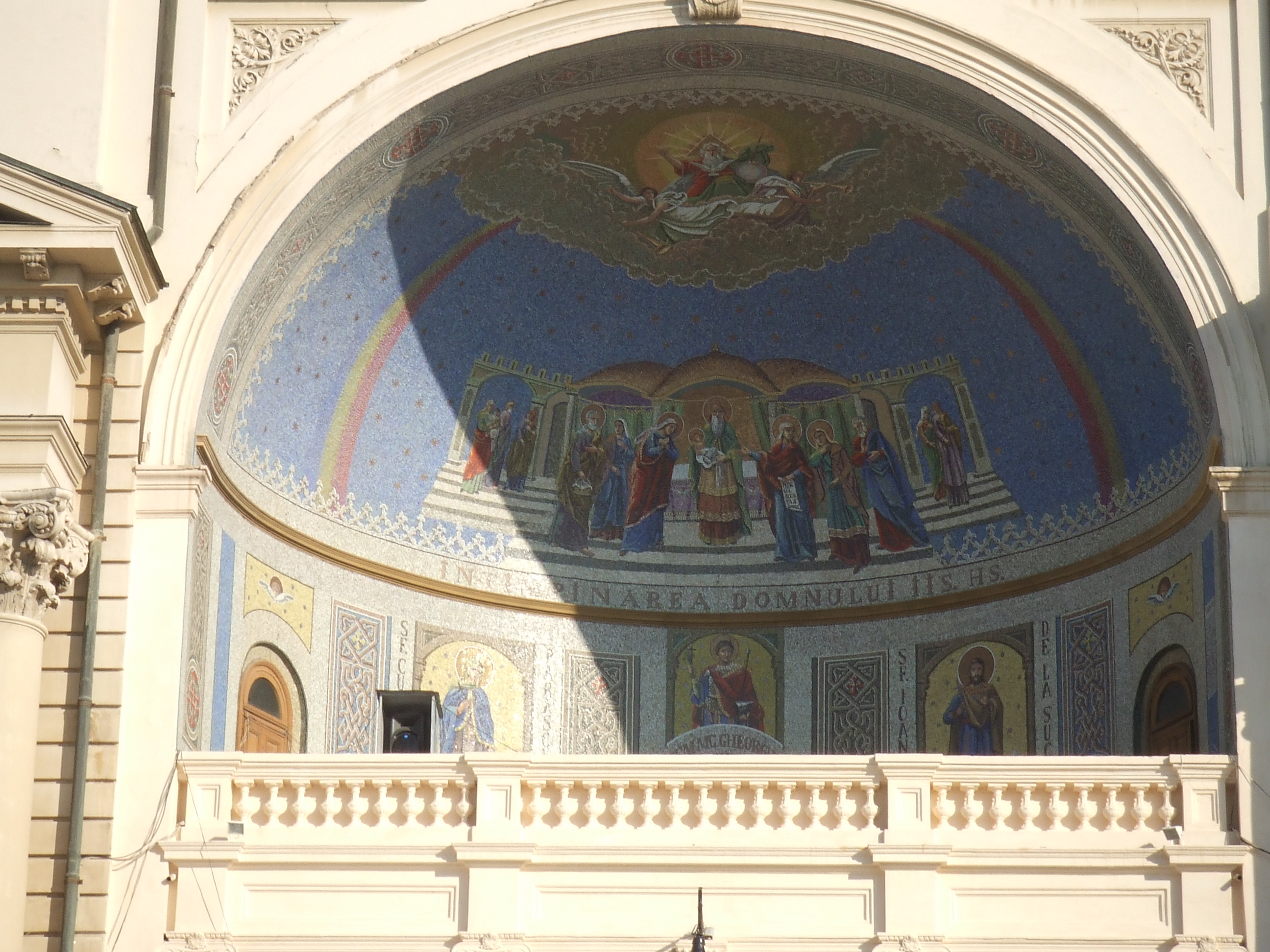
Iași, Catedrala Mitropolitană Ortodoxă, vedere vest, detaliu
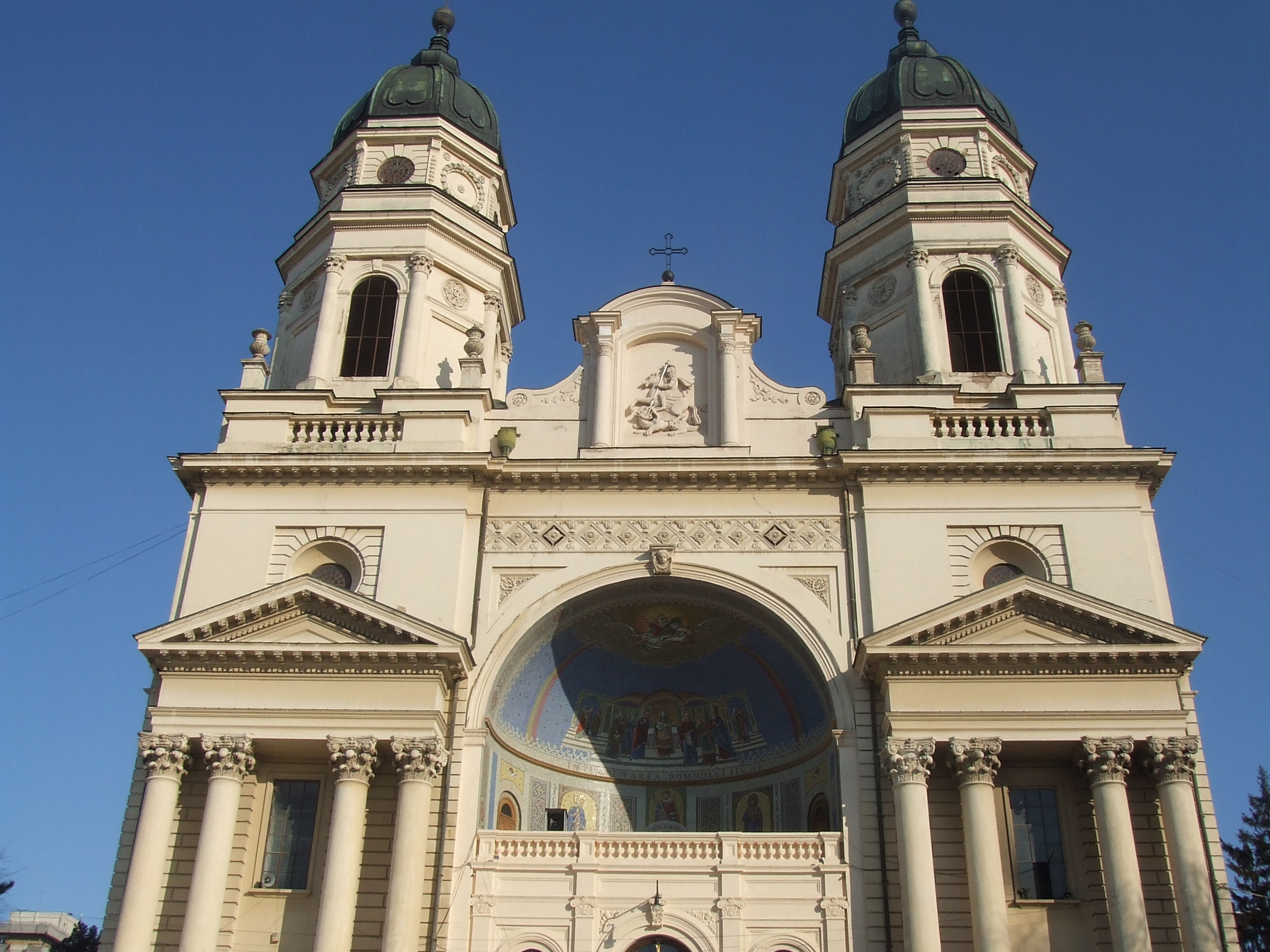
Iași, Catedrala Mitropolitană Ortodoxă, vedere vest
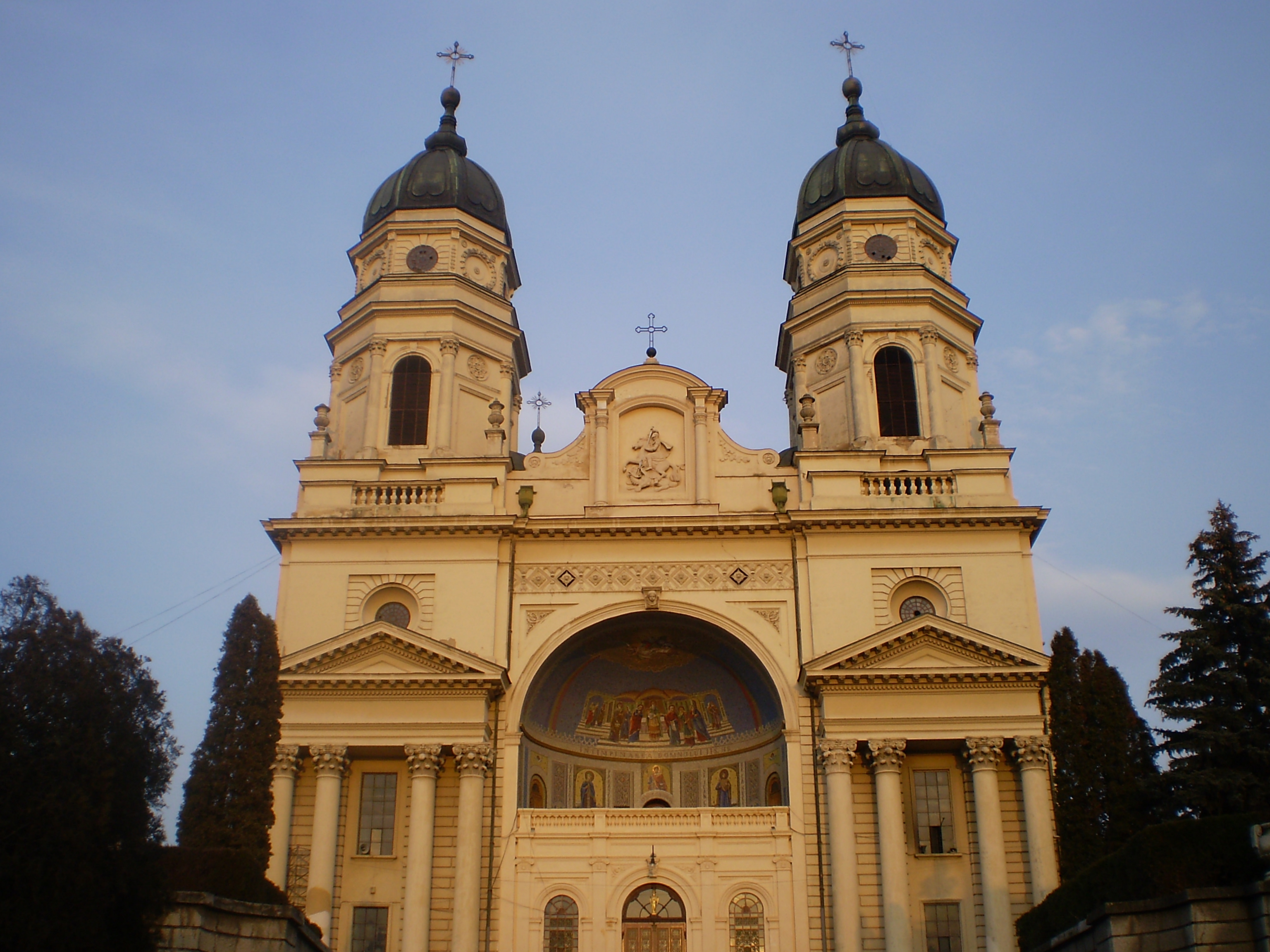
Iași, Catedrala Mitropolitană Ortodoxă, fațada estică
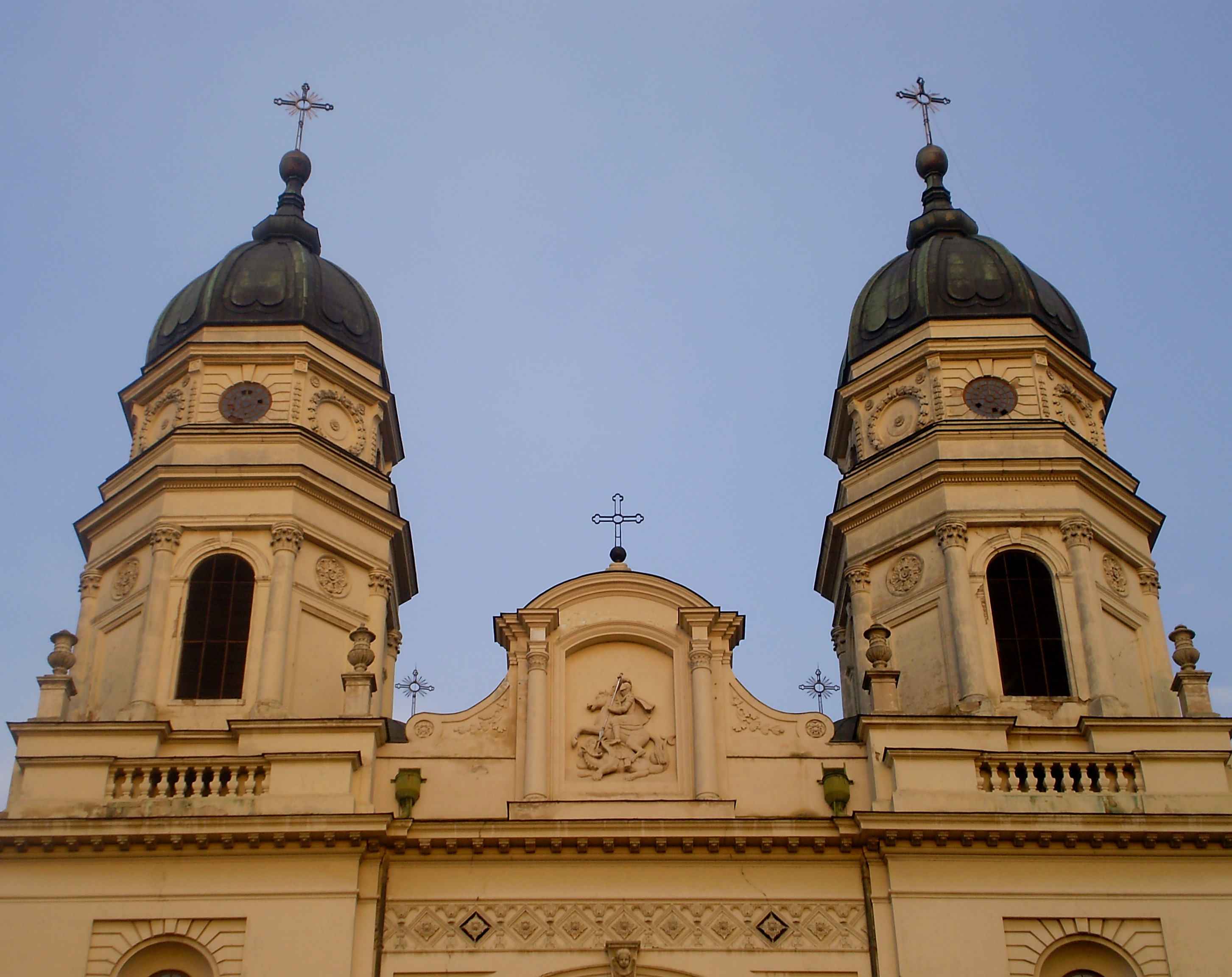
Iași, Catedrala Mitropolitană Ortodoxă, detaliu
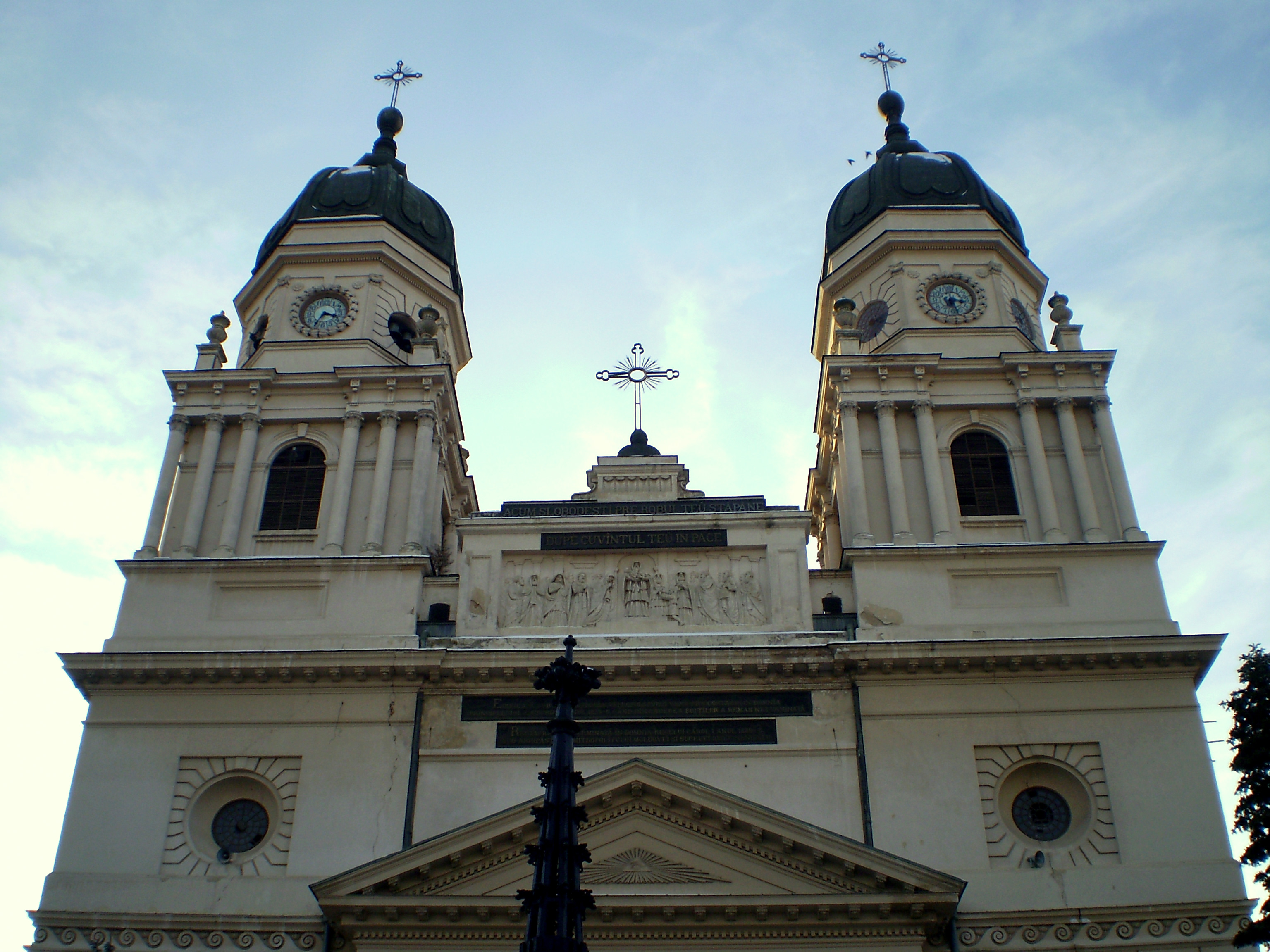
Iași, Catedrala Mitropolitană Ortodoxă, detaliu fațada estică
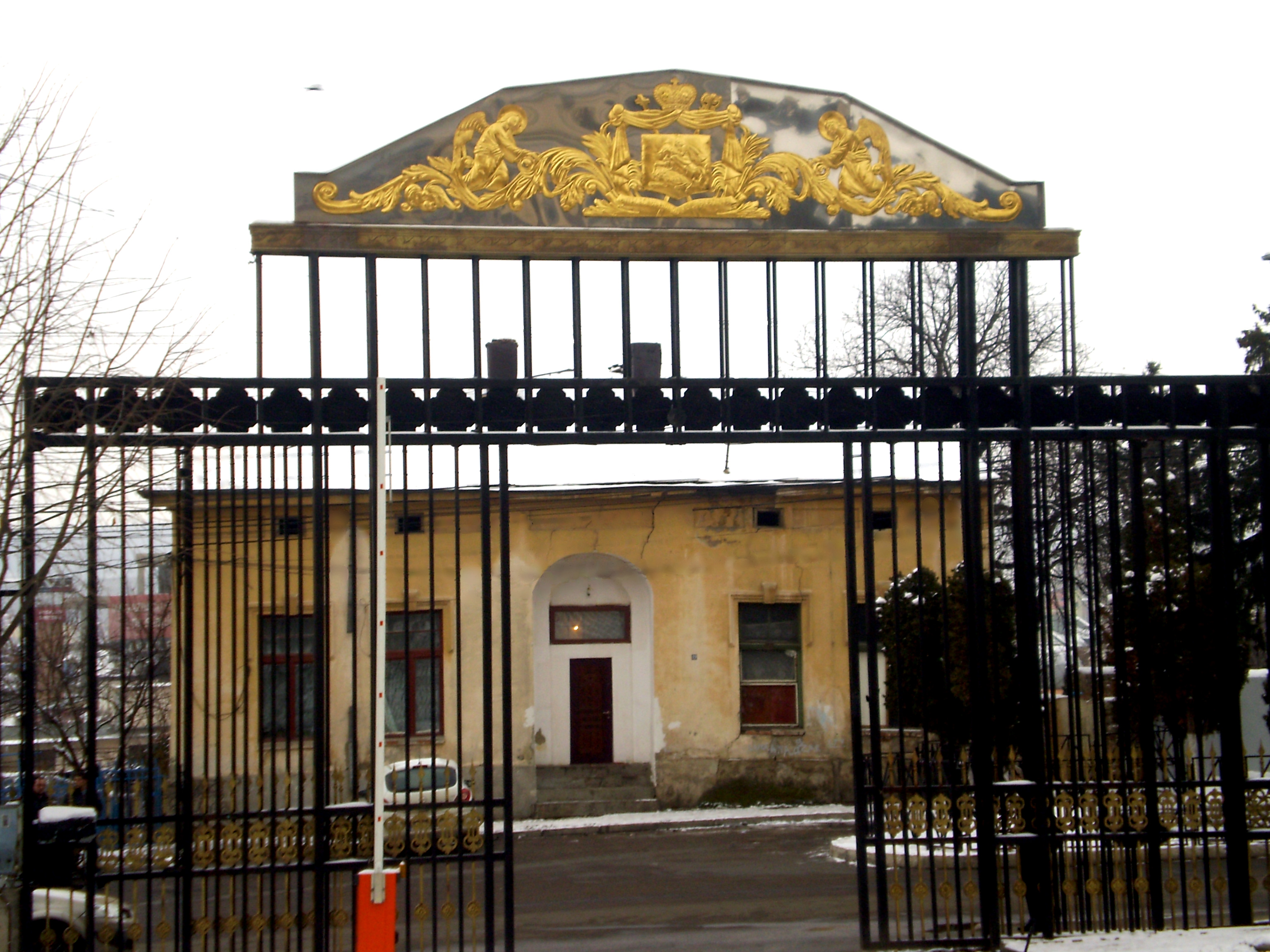
Iași, Catedrala Mitropolitană Ortodoxă, intrarea în curtea Mitropoliei
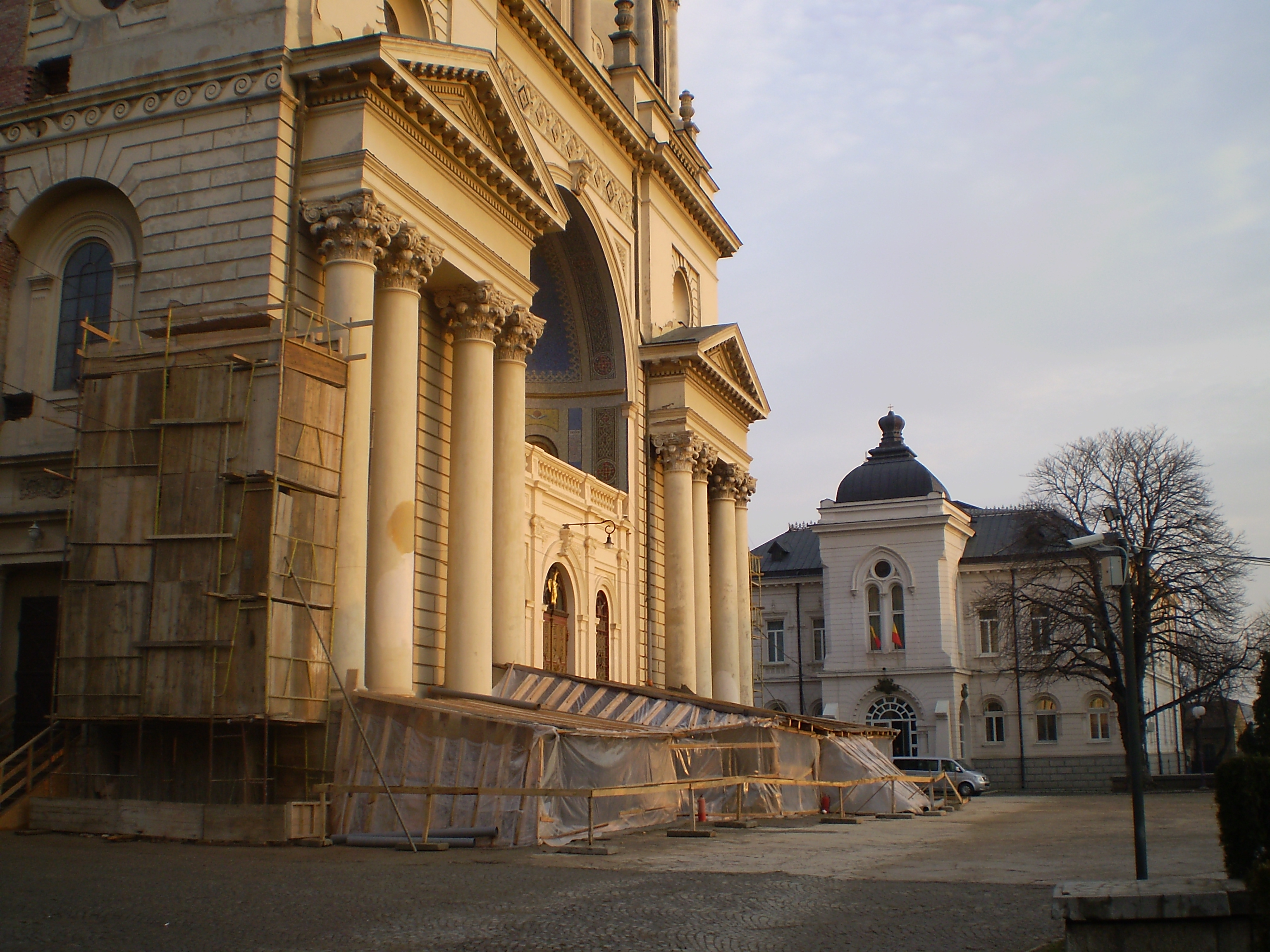
Iași, Catedrala Mitropolitană Ortodoxă, Palatul Mitropolitan
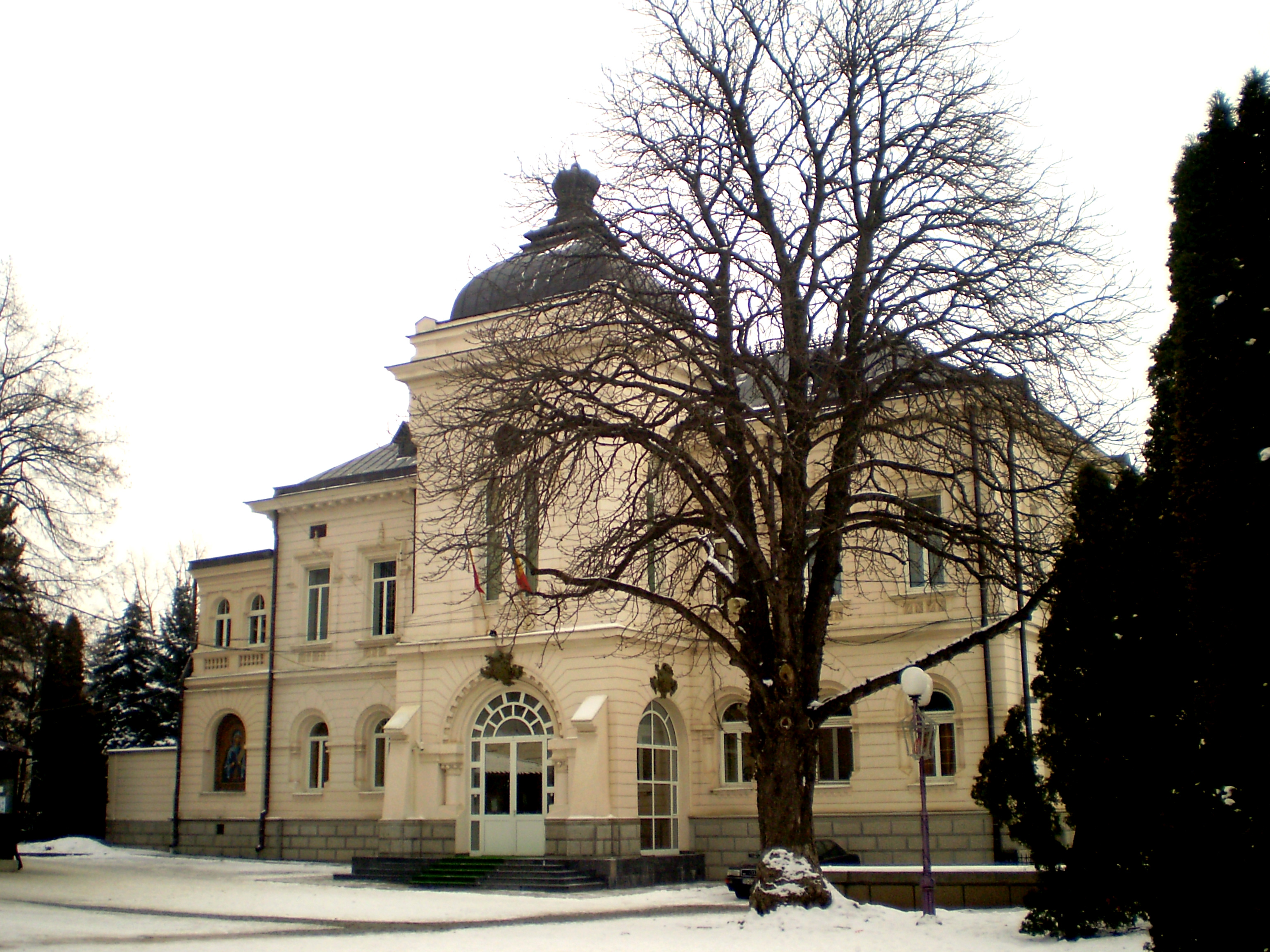
Iași, Catedrala Mitropolitană Ortodoxă, Palatul Mitropolitan,  vedere centrală
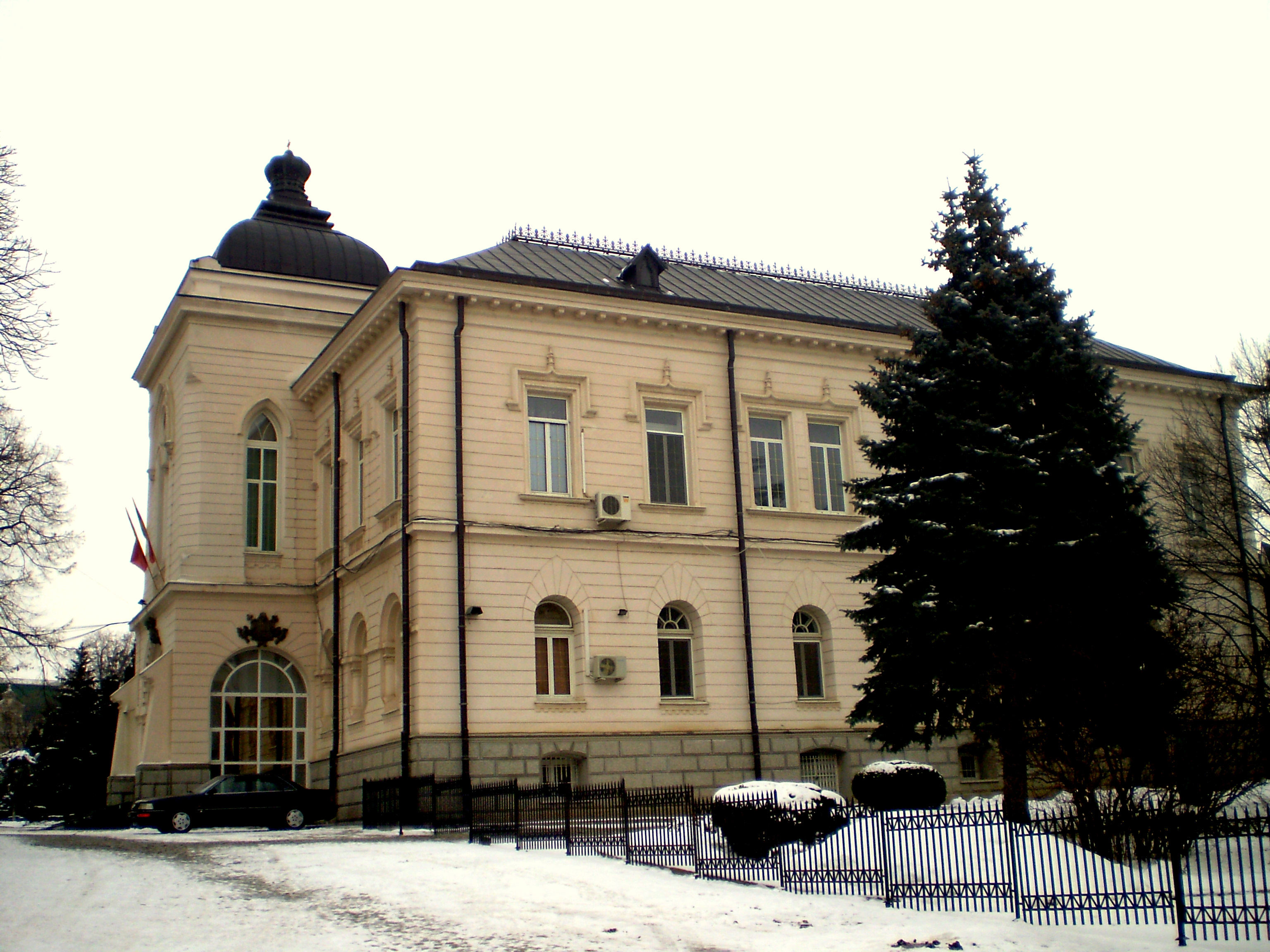
Iași, Catedrala Mitropolitană Ortodoxă, Palatul Mitropolitan,  vedere laterală
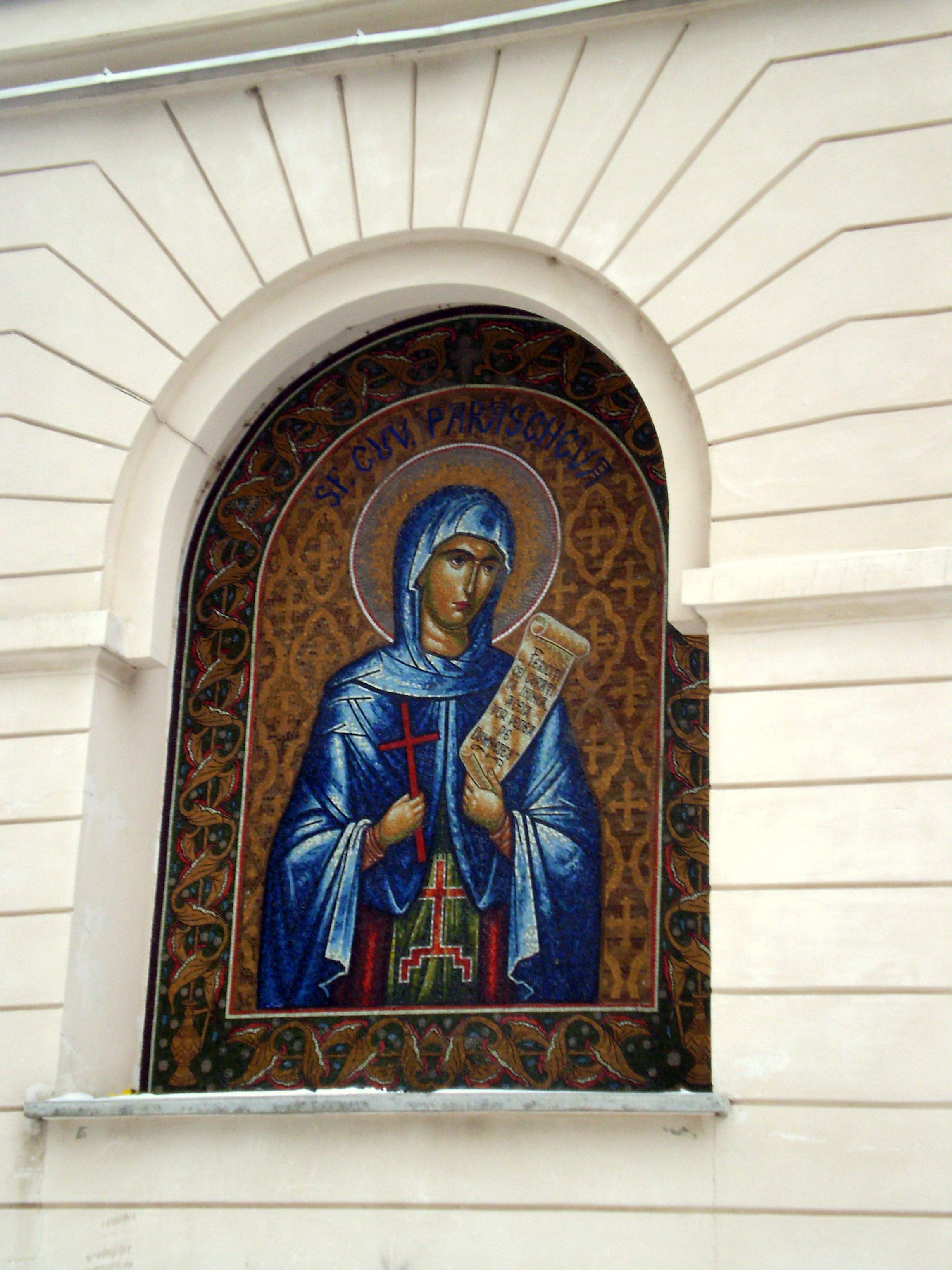
Iași, Catedrala Mitropolitană Ortodoxă, Palatul Mitropolitan, detaliu (pictură Sfânta Parascheva)
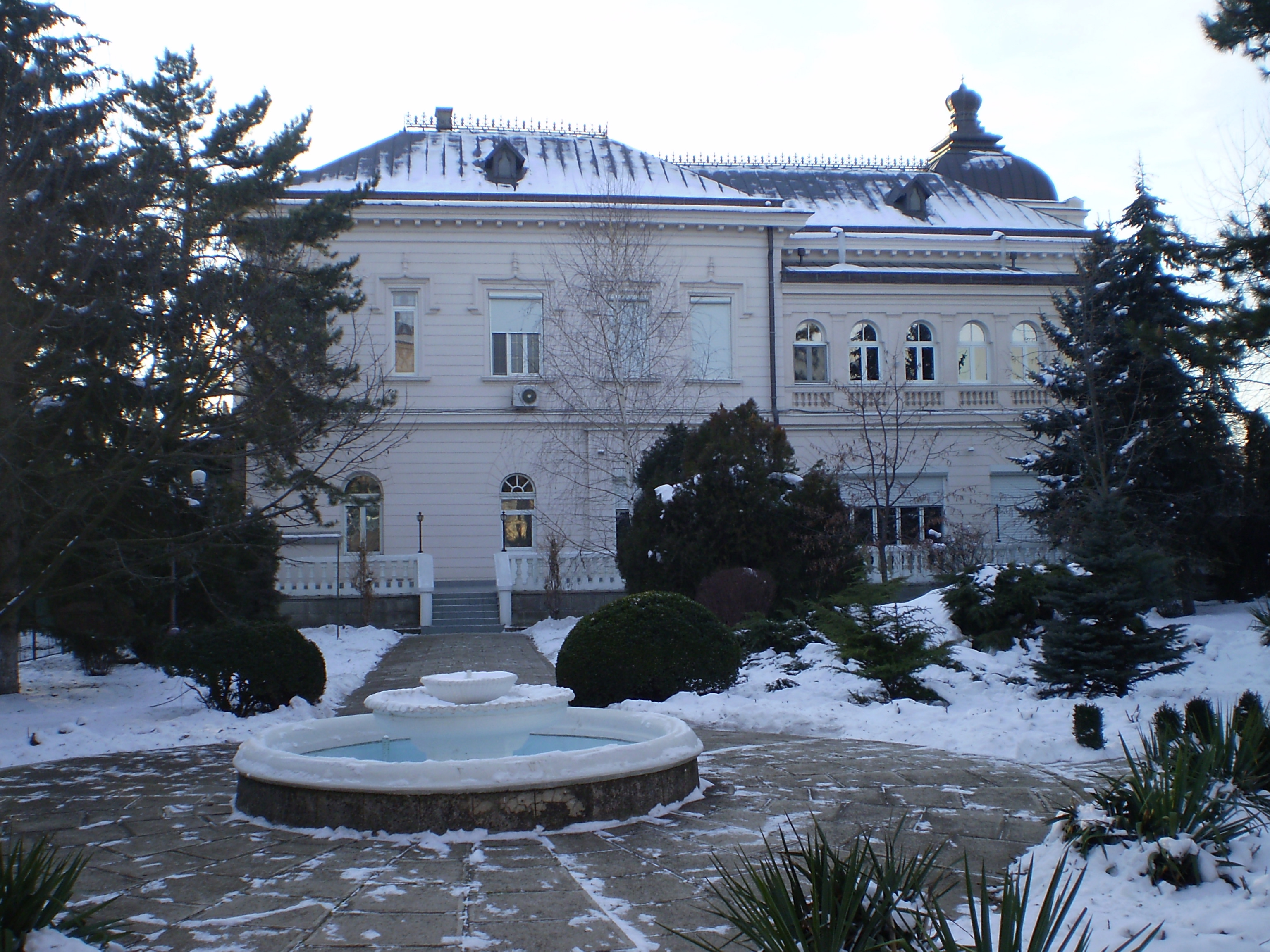
Iași, Catedrala Mitropolitană Ortodoxă, grădina interioară a Palatului Mitropolitan
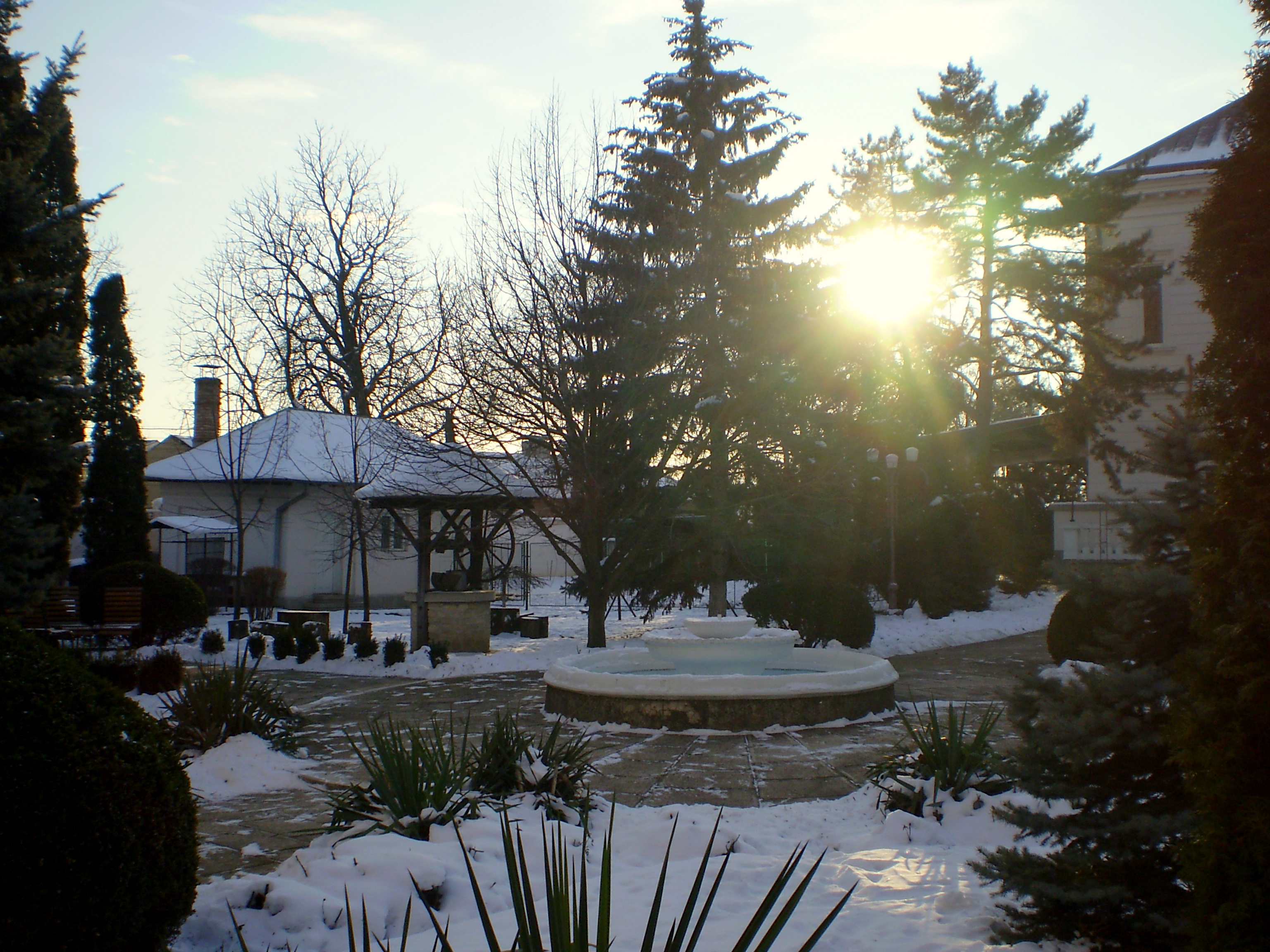
Iași, Catedrala Mitropolitană Ortodoxă, grădina interioară a Palatului Mitropolitan
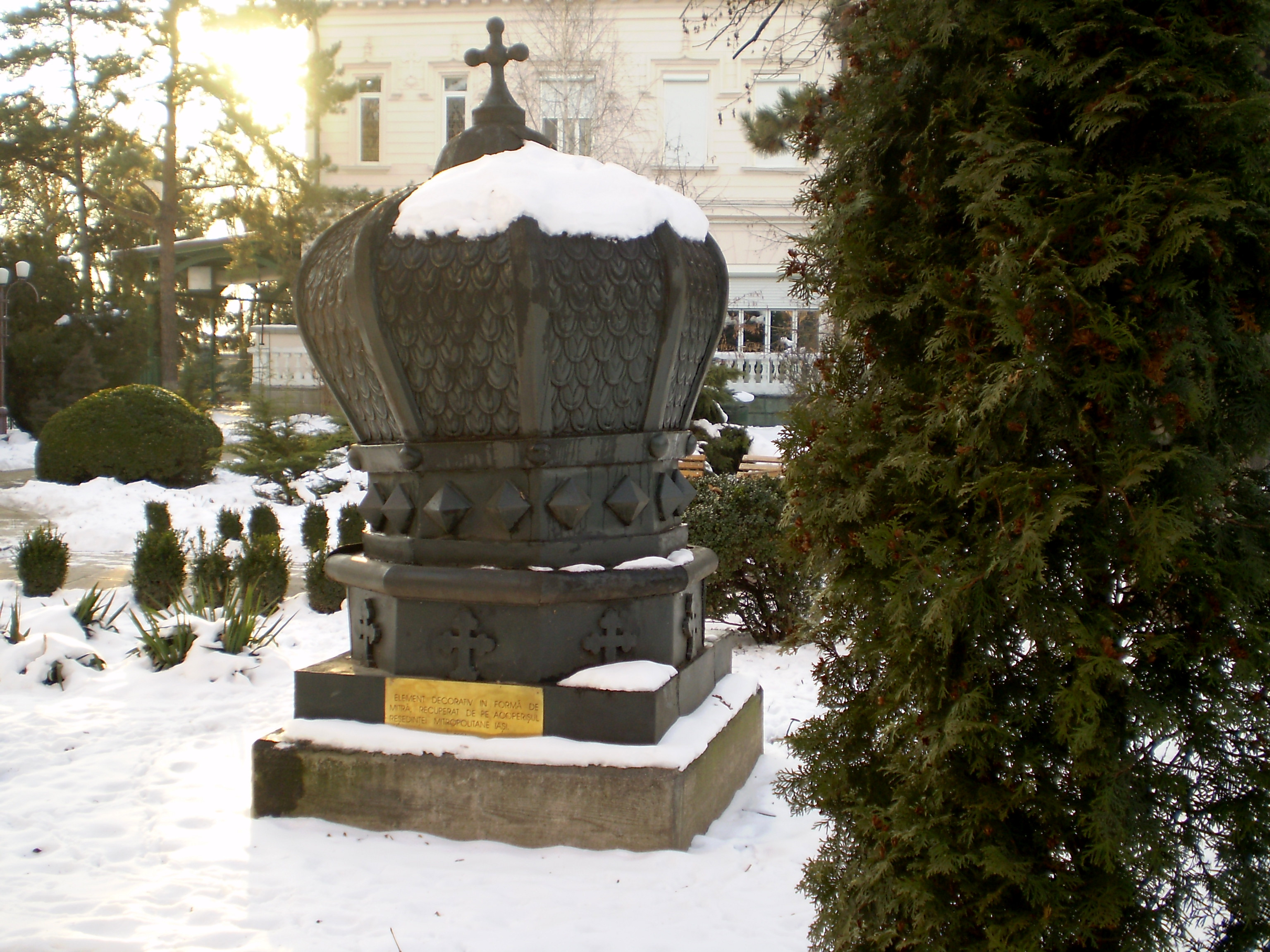
Iași, Catedrala Mitropolitană Ortodoxă, element decorativ recuperat de pe acoperișul reședintei mitropolitane
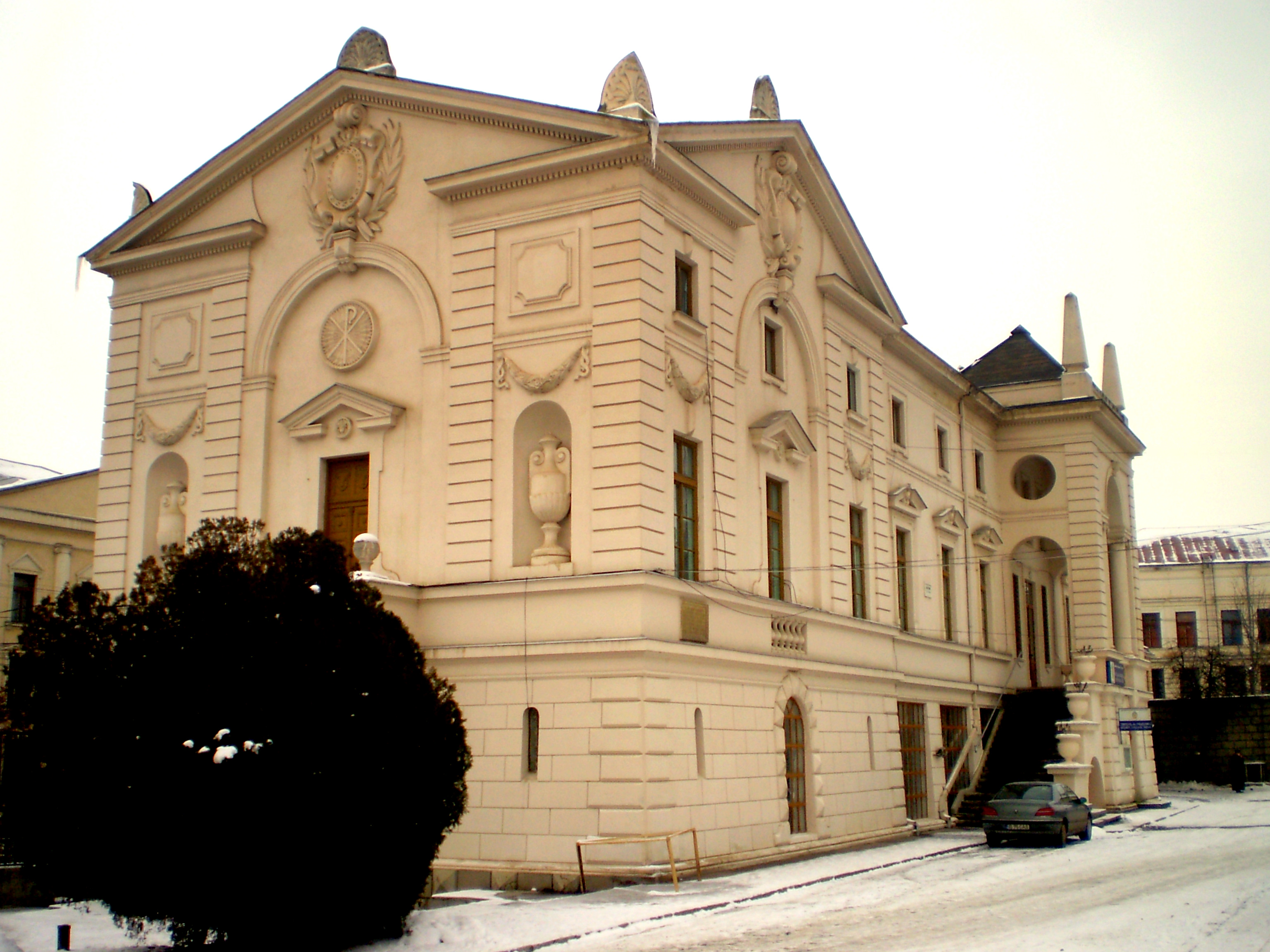
Iași, Catedrala Mitropolitană Ortodoxă, Centrul Providența, aripa stângă
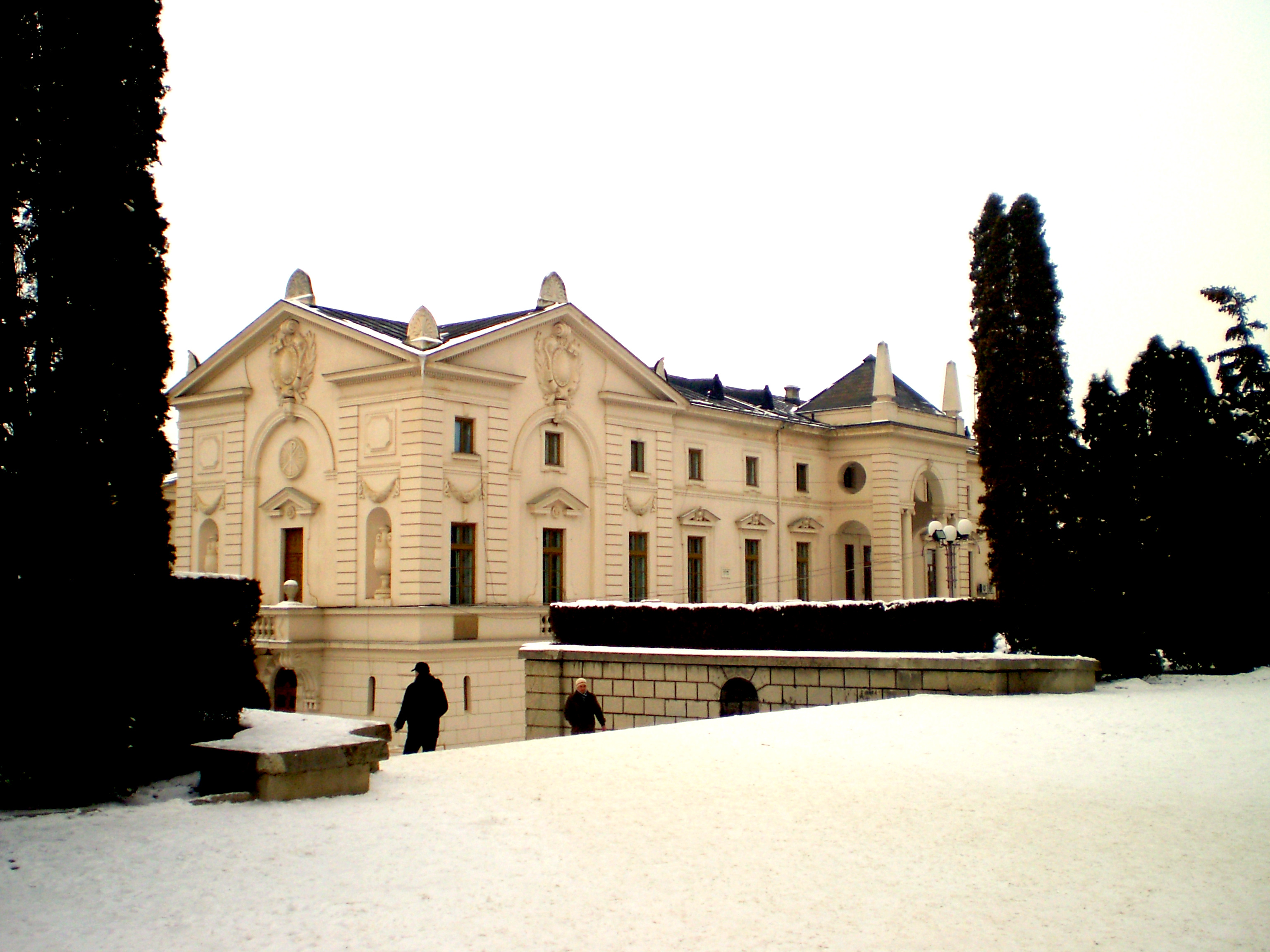
Iași, Catedrala Mitropolitană Ortodoxă, Centrul Providența, aripa stângă
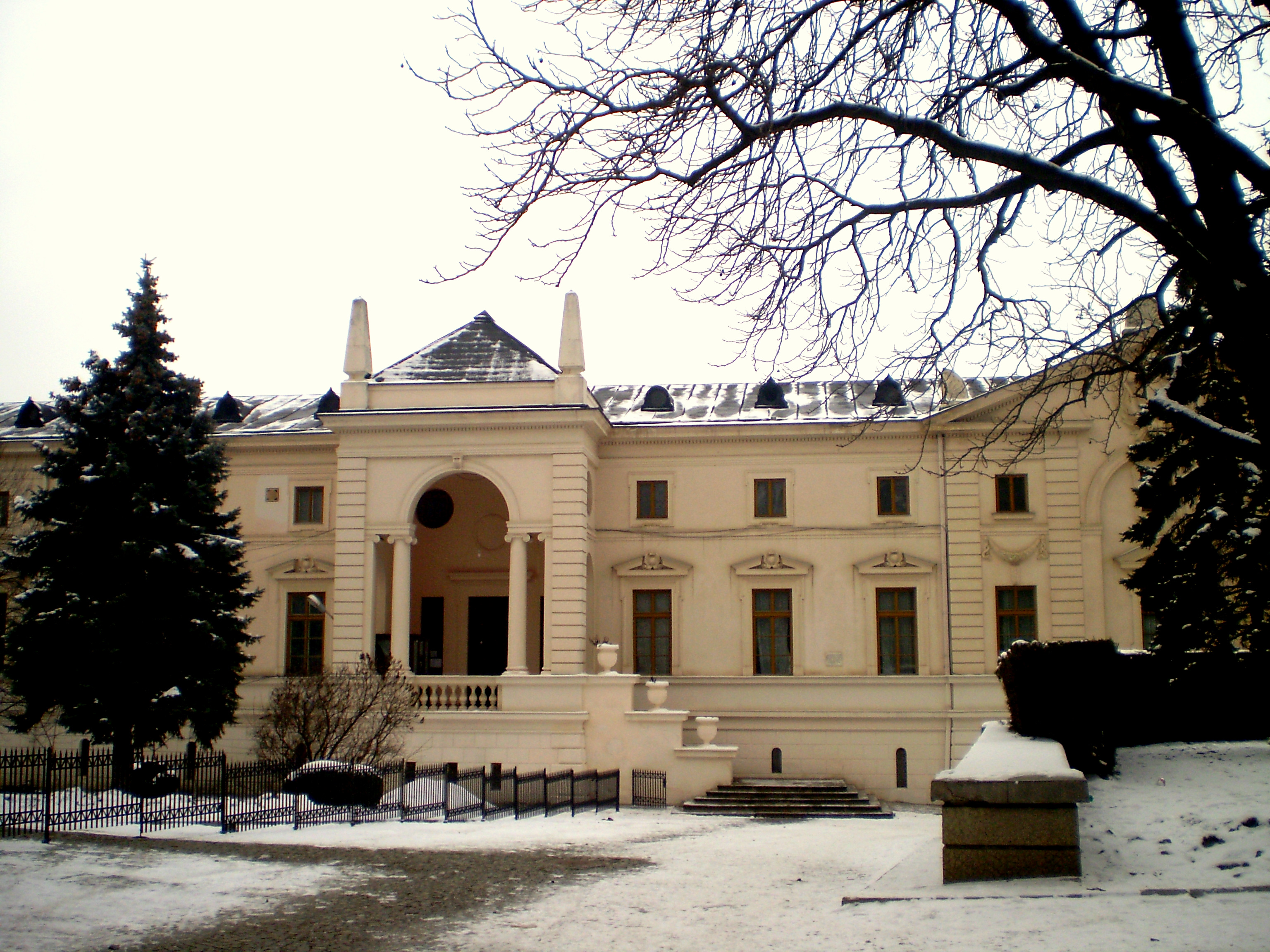
Iași, Catedrala Mitropolitană Ortodoxă, Centrul Providența, aripa dreaptă